# Liga de fútbol de Granada 2021
La Liga de Fútbol de Granada 2021 fue la edición número 38 de la Liga de fútbol de Granada. Comenzó el 8 de mayo y terminó el 28 de agosto de 2022.

## Formato
En el torneo participaron 10 equipos que jugaron dos veces totalizando 18 juegos cada uno. Al término de la temporada el club con más puntos se consagró campeón y de cumplir los requisitos podrá participar en la CONCACAF Caribbean Club Shield 2022. Del otro lado los 2 últimos clasificado con menos puntos descendieron a la Liga de Conferencia de Granada.

## Equipos participantes
| Equipo                   | Ciudad       | Estadio                       |
| ------------------------ | ------------ | ----------------------------- |
| FC Camerhogne            | Saint George | Queen's Park Playing Field    |
| Chantimelle FC           | Chantimelle  | Chantimelle R.C. School Field |
| Eagles Super Strikers FC | Sauteurs     | Fond Recreation Ground        |
| Hard Rock FC             | Sauteurs     | Fond Playing Field            |
| Carib Hurricane FC       | Victoria     | Alston George Park            |
| Mount Rich FC            | Sauteurs     | Fond Playing Field            |
| Paradise FC              | Paradise     | Progress Park                 |
| QPR SC                   | Saint George | Queen's Park Playing Field    |
| SAB Spartans SC          | Grenville    | Victoria Park                 |
| St. John's SC            | Gouyave      | Cuthbert Peters Park          |

## Tabla de posiciones
Actualizado el 31 de Agosto de 2022.
| Pos. | Equipo                       | PJ | PG | PE | PP | GF | GC | DG  | Pts. | Clasificado a                                |
| ---- | ---------------------------- | -- | -- | -- | -- | -- | -- | --- | ---- | -------------------------------------------- |
| 1    | Carib Hurricane FC (C)       | 18 | 16 | 2  | 1  | 57 | 13 | +44 | 47   | Campeón y CONCACAF Caribbean Club Shiel 2022 |
| 2    | Paradise FC                  | 18 | 14 | 3  | 1  | 54 | 15 | +39 | 45   |                                              |
| 3    | FC Camerhogne                | 18 | 9  | 4  | 5  | 43 | 25 | +18 | 31   |                                              |
| 4    | Hard Rock FC                 | 18 | 8  | 4  | 6  | 36 | 30 | +6  | 28   |                                              |
| 5    | QPR SC                       | 18 | 9  | 1  | 8  | 34 | 34 | 0   | 28   |                                              |
| 6    | St. John's SC                | 18 | 7  | 5  | 6  | 39 | 30 | +9  | 26   |                                              |
| 7    | Mount Rich FC                | 18 | 6  | 1  | 11 | 30 | 52 | -22 | 19   |                                              |
| 8    | Chantimelle FC               | 17 | 5  | 0  | 12 | 19 | 50 | -31 | 15   |                                              |
| 9    | SAB Spartans SC (R)          | 18 | 3  | 3  | 12 | 20 | 40 | -20 | 12   | Liga de Conferencia de Granada 2022          |
| 10   | Eagles Super Strikers FC (R) | 17 | 0  | 3  | 14 | 13 | 56 | -43 | 3    | Liga de Conferencia de Granada 2022          |